# Шоссе 80 (Израиль)
Шоссе 80 (ивр. כביש 80‎ , англ. Highway 80) — израильское шоссе в Негеве, ведущее с юга на север восточнее города Беэр-Шева. Длина шоссе 34 км, оно соединяет Арара-ба-Негев на юге и Мецадот-Иехуда на севере.
Планируется, что шоссе станет частью продольной оси страны, проходящей от египетской границы, через Негев и вдоль восточной Иудеи и Самарии. Его цель — стать главной дорогой, которая обойдет густонаселенный район линии Наблус-Хеврон и обеспечит быстрое сообщение между этими районами с точки зрения транспорта. С политической точки зрения дорога должна соединить северную и южную части Иудеи и Самарии в соответствии с планом Алона , а также обеспечить, в рамках политической договоренности, безопасный проезд для торговли между Иудеей, Самарией и Египтом. В соответствии с меморандумом Уай-ривер 1998 года было принято решение проложить участок шоссе 80, пересекающий Иудейскую пустыню, и соединить существующий участок дороги на юге с шоссе Алон на севере, однако этот план не был реализован.
В рамках принятого Генерального плана развития транспорта Иудеи и Самарии, который планируется соединить с TAMA 1 (Единый национальный план действий от 2012 года), в 2020 году было объявлено, что шоссе 80 войдет в процесс планирования в качестве альтернативного маршрута к шоссе 60.
Кроме того, согласно плану Министерства транспорта по обновлению нумерации шоссейных дорог Израиля, опубликованному в конце 2018 года, ожидается, что шоссе 80 претерпит изменение нумерации на новый номер 314.

## Перекрёсткииразвязки
| Километр | Название                                                 | Тип | Расположение   | Пересечение дорог |
| -------- | -------------------------------------------------------- | --- | -------------- | ----------------- |
| 0        | ивр. צומת ערערה-בנגב‎ (Перекрёсток Арара-ба-Негев)        |     | Арара-ба-Негев | Шоссе 25          |
| 21       | ивр. צומת תל ערד‎ (Перекрёсток Тель-Арад)                 |     | Кусейфе        | Шоссе 31          |
| 34       | ивр. צומת סמוך למצדות יהודה‎ (Перекрёсток Мецадот-Иехуда) |     | Мецадот-Иехуда | Шоссе 316         |